# Grace Min
Grace Min nacida el 6 de mayo de 1994 es una tenista profesional estadounidense. Como mayor logro obtuvo el US Open 2011 en categoría individuales júnior. También en el mismo año ganó el torneo de Wimbledon en la categoría dobles júnior femenino junto a la canadiense Eugenie Bouchard. 

## Finales de torneos ITF

### Individuales 4 (3–2)
| $100,000 torneos |
| $75,000 torneos  |
| $50,000 torneos  |
| $25,000 torneos  |
| $10,000 torneos  |

| Resultado | N.º | Fecha                 | Torneo                                                    | Superficie    | Rival                   | Resultado   |
| --------- | --- | --------------------- | --------------------------------------------------------- | ------------- | ----------------------- | ----------- |
| Finalista | 1.  | 17 de octubre de 2011 | ITF $25,000 Rock Hill, Carolina del Sur, Estados Unidos   | Dura          | Romina Oprandi          | 7–5 6–1     |
| Ganadora  | 2.  | 9 de enero de 2012    | ITF $25,000 Innisbrook, Florida, Estados Unidos           | Dura          | Gail Brodsky            | 2–6 6–2 6–4 |
| Finalista | 3.  | 12 de mayo de 2012    | ITF $25,000 Clearwater, Florida, Estados Unidos           | Dura          | Garbiñe Muguruza Blanco | 0–6 1–6     |
| Ganadora  | 4.  | 30 de abril de 2012   | ITF $50,000 Indian Harbour Beach, Florida, Estados Unidos | Tierra batida | María Sánchez           | 6–4 7–6(4)  |
| Ganadora  | 5.  | 14 de mayo de 2012    | ITF $25,000 Raleigh, Carolina del Norte Estados Unidos    | Tierra batida | Tamaryn Hendler         | 3–6 6–2 6–3 |

### Finales como Júnior (7–5)

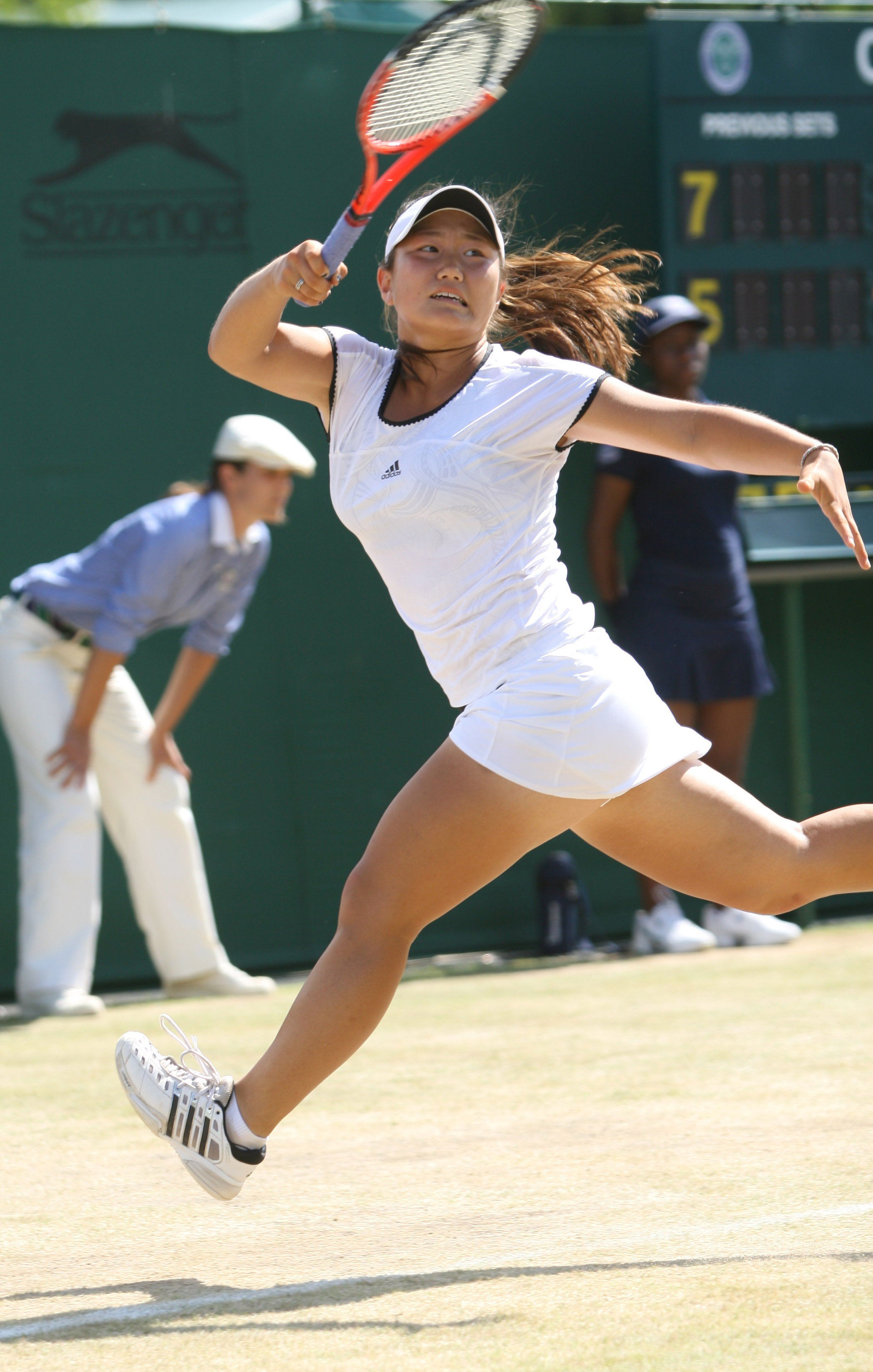
Grace Min en Wimbledon 2010

| Resultado | N.º | Fecha               | Torneo                              | Superficie    | Rival             | Resultado |
| --------- | --- | ------------------- | ----------------------------------- | ------------- | ----------------- | --------- |
| Ganadora  | 1.  | 19 de mayo de 2007  | Marietta, Georgia, Estados Unidos   | Dura          | Elizabeth Begley  | 6–0 6–1   |
| Ganadora  | 2.  | 26 de mayo de 2007  | Norcross, Georgia, Estados Unidos   | Dura          | Whitney P. Kay    | 6–2 7–6   |
| Ganadora  | 3.  | 15 de julio de 2007 | Plantation, Florida, Estados Unidos | Tierra batida | Whitney P. Kay    | 6–4 6–1   |
| Ganadora  | 4.  | 4 de agosto de 2007 | Peachtree, Georgia, Estados Unidos  | Tierra batida | Whitney P. Kay    | 6–4 6–3   |
| Finalista | 1.  | 21 de enero de 2008 | Bolton, Reino Unido                 | Sintético     | Polina Leykina    | 2–6 2–6   |
| Ganadora  | 5.  | 28 de junio de 2008 | Atlanta, Estados Unidos             | Dura          | Courtney Dolehide | 6–3 6–0   |